# УФЛ-2М
УФЛ-2М — российская лазерная установка с общей подводимой к мишени энергией в 4,6 МДж, для экспериментов по управляемому термоядерному синтезу с инерциальным удержанием плазмы, также она необходима для исследования свойств вещества в экстремальных состояниях — при сверхвысоких давлениях и температурах.
Создаётся в Сарове специалистами ВНИИЭФ. 
Начало эксплуатации установки намечалось на 2022 год; 2 июня 2023 г., во время посещения лазерного комплекса Института лазерно-физических исследований премьер М. Мишустин поздравил учёных с «фундаментальным событием» — созданием самой мощной в мире лазерной установки; полностью установка будет введена в эксплуатацию к 2030 году.

### Назначение
Лазерная установка нового поколения предназначена для фундаментальных исследований в области физики высоких плотностей энергии, в том числе — применения лазерного термоядерного синтеза в энергетике. 
УФЛ-2М будет иметь двойное назначение, одно из которых — военное: эксперименты в области физики плотной горячей плазмы и высоких плотностей энергии, которые проводятся на подобного рода установках, могут быть направлены на создание термоядерного оружия.
Второе направление — энергетическое. Лазерный термоядерный синтез может использоваться для разработки энергетики будущего.
Запланированная мощность энергии УФЛ-2М на выходе составляет 4,6 МДж, а на мишени — 2,8 МДж
УФЛ-2М станет рекордсменом среди введённых и планируемых к строительству лазерных систем — к термоядерной мишени будет подводиться в полтора раза больше импульсной энергии, чем на американской лазерной установке NIF.

### Конструкция
В камеру взаимодействия со всех сторон будут вводиться 192 лазерных луча излучения с длиной волны 0,53 мкм, генерируемых твёрдотельным лазером на неодимовом стекле.
Центральный элемент УФЛ-2М, сфера диаметром 10 метров и весом около 120 тонн, в которой будет происходить взаимодействие лазерной энергии с мишенью. Толщина стенки камеры из алюминиевого сплава составляет 100 мм. Всего на поверхности сферы располагаются более 100 портов.
Здание для УФЛ-2М имеет габариты 322,5 на 67 метров, длина лазерного зала 130 метров, построено на специальных фундаментах, обеспечивающих защиту лазера от сейсмических воздействий; 
площадь чистых помещений – 16 тыс. кв. метров.

## История
16 апреля 2019 г. объявлено, что закончена сборка камеры взаимодействия (центральный элемент УФЛ-2М, сфера диаметром 10 метров и весом около 120 тонн).
В конце 2020 г. запущен первый модуль установки.
В октябре 2021 г. научный руководитель ядерного центра Вячеслав Соловьев заявил, что первая очередь (это четверть каналов, на которых уже можно будет проводить определенного класса исследования) будет запущена в начале следующего года
2 июня 2023 г., во время посещения лазерного комплекса Института лазерно-физических исследований премьер М. Мишустин поздравил учёных с «фундаментальным событием» — созданием самой мощной в мире лазерной установки.